# Q (Star Trek)
Q – postać fikcyjna z serialu Star Trek.
Q jest istotą prawie wszechmocną we wszechświecie, a jednocześnie mającą w pogardzie niższe formy życia. Q nie jest jedną osobą, lecz całym gatunkiem, jednakże osobniki tego gatunku nie nadają sobie imion i zwracając się do siebie nawzajem używają nazwy Q.